# Grigore Bengescu
Grigore Bengescu (n. 1824, Craiova, Țara Românească – d. 1881, București, România) a fost un politician român din secolul al XIX-lea, ministru al cultelor în al doilea guvern Nicolae Kretzulescu (2), format la București, între 24 iunie 1862 - 11 octombrie 1863, după unirea administrativă a Principatelor Române.
Fiul său, Gheorghe Bengescu, a fost membru titular al Academiei Române.

## Operă
- fr Mémorandum sur les Églises, les monastères, les biens conventuels et spécialement sur les monastères dédiés de la Principauté de Valachie (1858).